# Kostel svatého Mikuláše (Znojmo)
Kostel svatého Mikuláše ve Znojmě je římskokatolický farní kostel v jihomoravském Znojmě. V dnešní podobě je pozdně gotickou trojlodní halou, stavěnou od roku 1338 do první poloviny 16. století. Jde o farní kostel farnosti Znojmo-sv. Mikuláš. Kostel je chráněn jako kulturní památka. 

## Historie

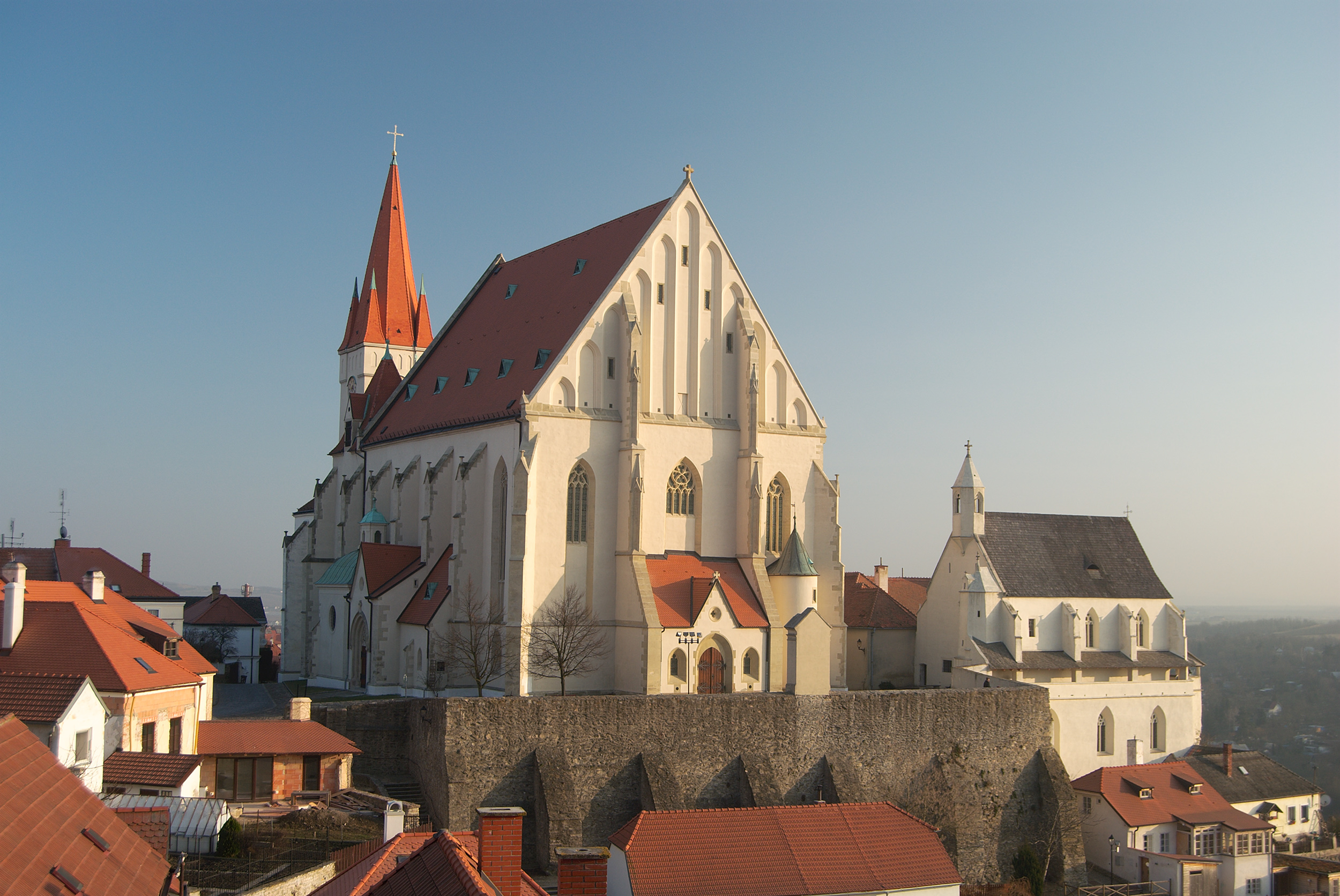
Pohled na kostel sv. Mikuláše s kaplí sv. Václava od znojemského zámku

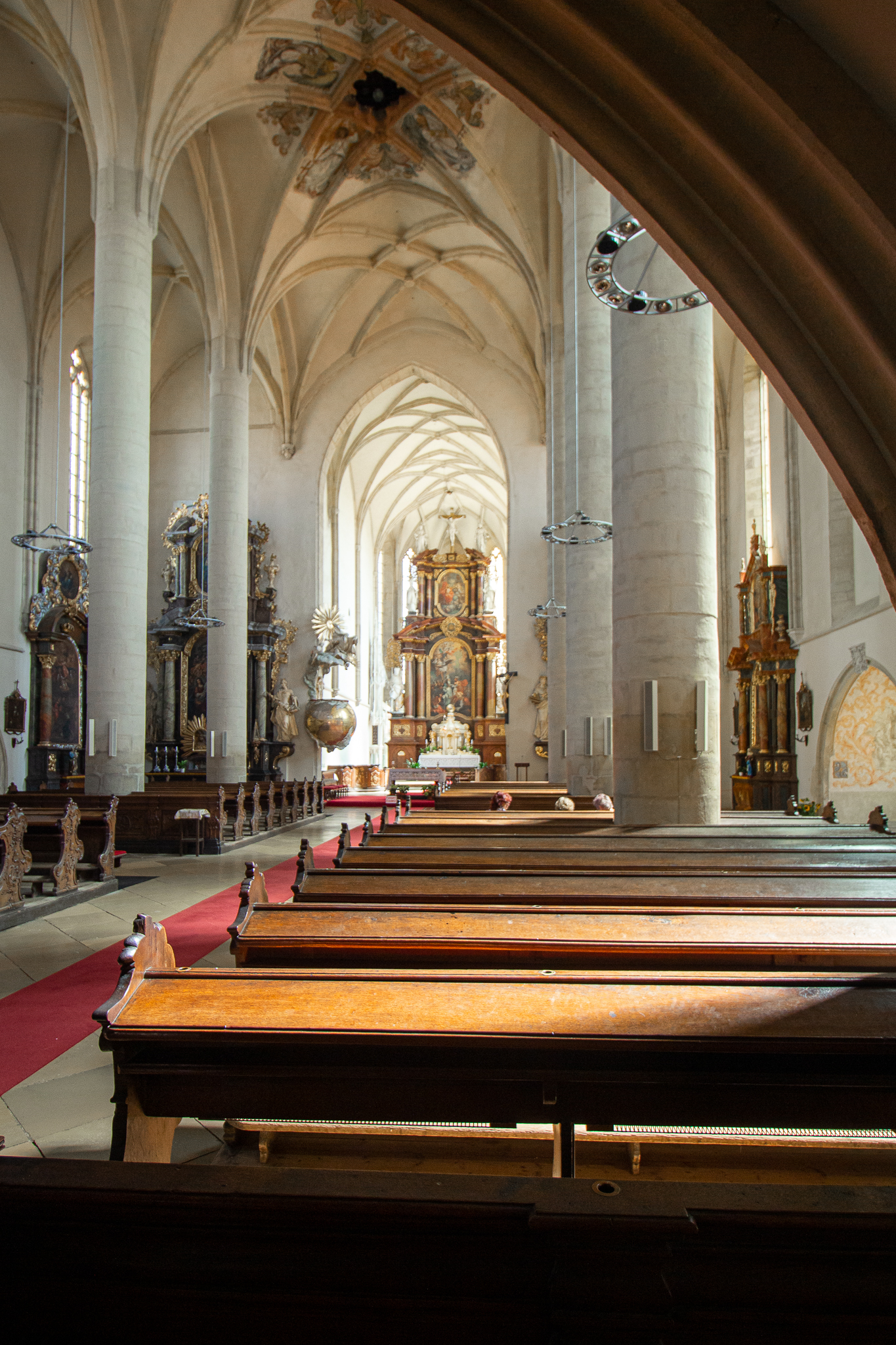
Interiér se síťově zaklenutým kněžištěm

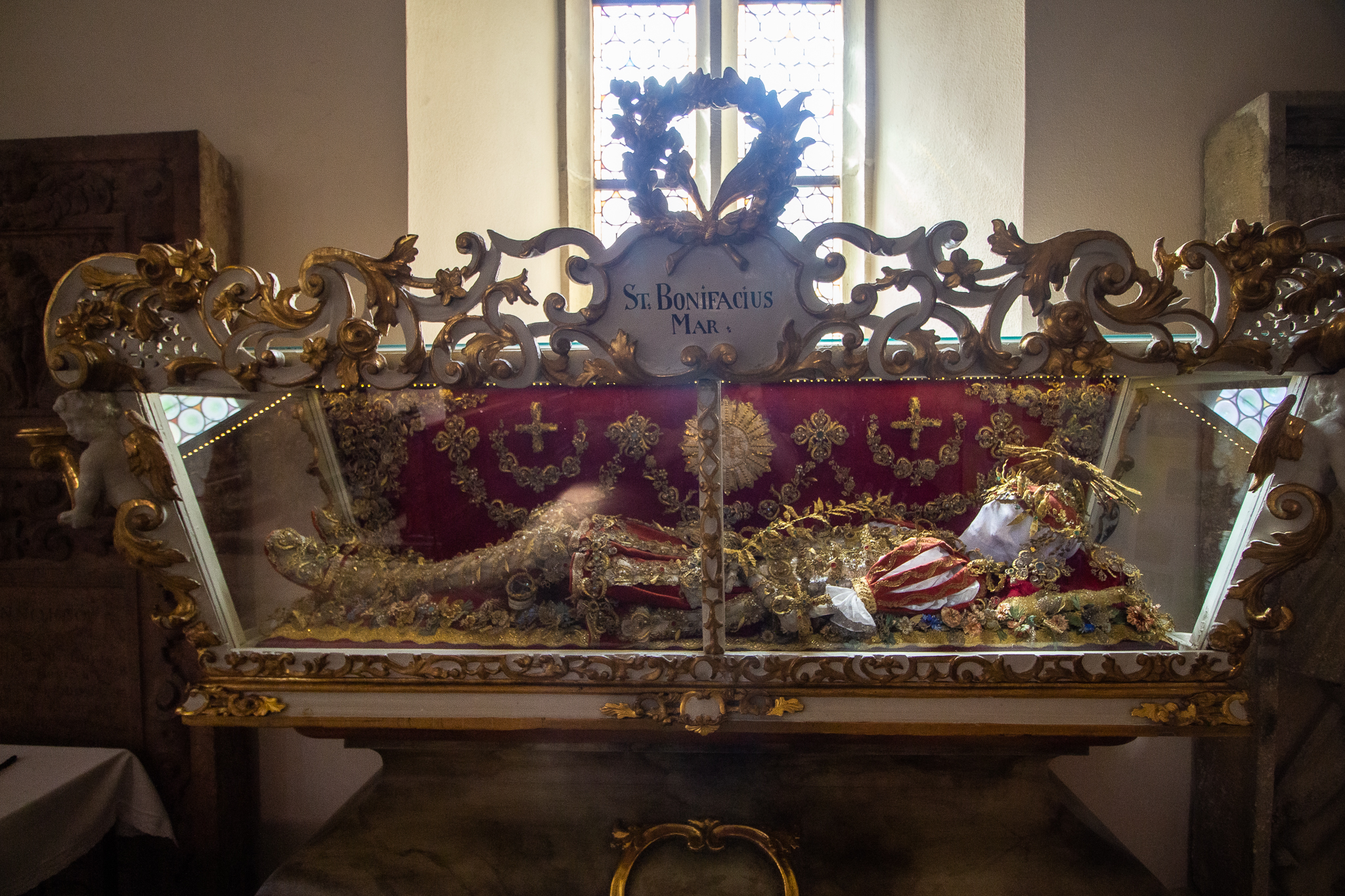
Relikviář s ostatky svatého Bonifáce

Kostel s věží v románském slohu byl postaven na počátku 12. století. Původně byl zamýšlen jako bazilika, plány však byly v průběhu stavby změněny. Po požáru, který vypukl v roce 1335 a zničil značnou část tehdejšího chrámu, byla roku 1338 zahájena výstavba nového chrámu v gotickém stylu se zachováním zbytků dispozic původní věže. Bylo rozhodnuto o výstavbě halového kostel o třech lodích se dvěma bočními kaplemi přistavěnými k jižní lodi a dvěma k severní lodi. Severní kaple byly dokončeny v roce 1419, jižní kaple později, ale v 15. století. Ještě před dokončením severních kaplí byla postavena kruchta, dokončená po roce 1338. 
V první polovině 14. století byla dokončena nová věž, takže chrám měl již dvě věže. Starší románskou věž však nenávratně zničil nový požár v roce 1422. 
Kněžiště bylo dokončeno (se síťovou klenbou nad ním) v letech 1422-1437 a klenba nad loděmi byla dokončena v roce 1442. Na přelomu 14. a 15. století a v první polovině 15. století byla postavena dvoupatrová sakristie. Hlavní stavební práce byly dokončeny v první polovině 16. století. V 60. letech 17. století byl na západním konci sálu zřízen hudební kůr a chrám v této podobě se dochoval dodnes.
Při pozdějších úpravách došlo jen k poměrně malým změnám - jedna z jižních kaplí byla zbořena, po roce 1760 byla na jejím místě postavena nová barokní kaple, jedna ze severních kaplí byla také částečně přestavěna. V roce 1755 byly pod kostelem vybudovány dvě krypty, v nichž byly pohřbeny ostatky více než 840 těl exhumovaných z kostelního hřbitova a starších zdejších krypt a ze znojemského kostela při minoritském klášteře. Taktéž byla zbořena gotická věž a současná věž byla postavena v letech 1843–1847 na jiném místě. 

## Popis stavby
V současné podobě se jedná o trojlodní halový kostel s protáhlým presbytářem o třech polích a polygonálním závěru. Trojlodí i presbytář jsou zaklenuty síťovou žebrovou klenbou ovlivněnou činností Petra Parléře. Presbytář je zaklenut na válcovité přípory, trojlodí na čtyři páry štíhlých sloupů bez hlavic. Věž kostela byla dostavěná až v letech 1845–1850 v novogotickém slohu.
Kostel má dva zvony z roku 1442 (2200 kg a 200 kg), zvon z roku 1955 (60 kg) a dva zvony z roku 2003 (1027 kg a 586 kg). Uložen je zde i rozbitý zvon z roku 1630 o váze 350 kg.

## Interiér kostela
V interiéru se nachází několik cenných památek. Na stěnách presbytáře se dochovaly zbytky gotických fresek s pašijovými náměty a legendou o sv. Achátiovi. V kněžišti stál zřejmě gotický deskový oltář z doby kolem 1440–1450, který je nyní ve sbírkách Rakouské galerie. Dnešní oltář je z roku 1754 (J. I. Daisinger), z jehož dílny pocházejí i další tři oltářní obrazy (sv. Rodina, Nanebevzetí Panny Marie, sv. Šebestián). V kněžišti se dále nachází pozdně gotické pastoforium s původními mřížemi z konce 15. století, gotická socha Bičovaného Krista z doby kolem roku 1425, gotický reliéf Oplakávání (po roce 1500) a Madona zv. Chlebová (kolem r. 1500). 
V chrámové kapli v interiéru se dále nachází osmiboká gotická kamenná křtitelnice z poloviny 13. století, tedy z doby dokončení výstavby kostela, nicméně záznamy o křtech jsou k dispozici až od roku 1660. Zajímavostí je křest skupiny muslimů, kteří přišli do Znojma po bitvě u Vídně roku 1683. Užívání kaple je spojeno s Bratrstvem Panny Marie Karmelské a barokní výzdobou a cyrilometodějským tématem.
Dále se zde nachází vrcholně barokní kazatelna ve tvaru zeměkoule (dílo Josefa Winterhaldera st.).
V jihozápadní části chrámu se nachází skleněný sarkofág s ostatky mučedníka svatého Bonifáce. Tato vzácná relikvie mučedníka z počátků křesťanství v Římě 1. – 4. století, pohřbených v Kalixtových katakombách, se do znojemského kostela dostala v roce 1741 společně s potvrzením pravosti od papeže Benedikta XIV. Řeholnice od sv. Kláry je ručně vyzdobily a 7. června 1750 byla relikvie slavnostně vystavena v kostele. V téže době byly z Říma do Znojma přivezeny rovněž ostatky mučedníka sv. Olympia, které byly uloženy v kostele sv. Michala a relikvie sv. Severa, které spočinuly v klášterním kostele Nanebevzetí Panny Marie v Louce.

## Pastorace
Od roku 1190 nad kostelem drželi patronát a pastorační péči o kostel mniši ze znojemského kláštera premonstrátů v Louce a ty vykonávali až do roku 1784, až do svého zániku v době reforem císaře Josefa II. Na počátku 13. století se kostel stal hlavním farním kostelem Znojma. 
Od roku 1569 do roku 1619 byl kostel využíván společně jak katolíky, tak protestanty, kdy se zde sloužily oddělené bohoslužby. Kvůli četným konfliktům vyvolaným touto situací předala protestantská městská rada chrám protestantům. Po porážce protestantských stavů na Bílé hoře byla obnoveno držení katolíků.

## Galerie

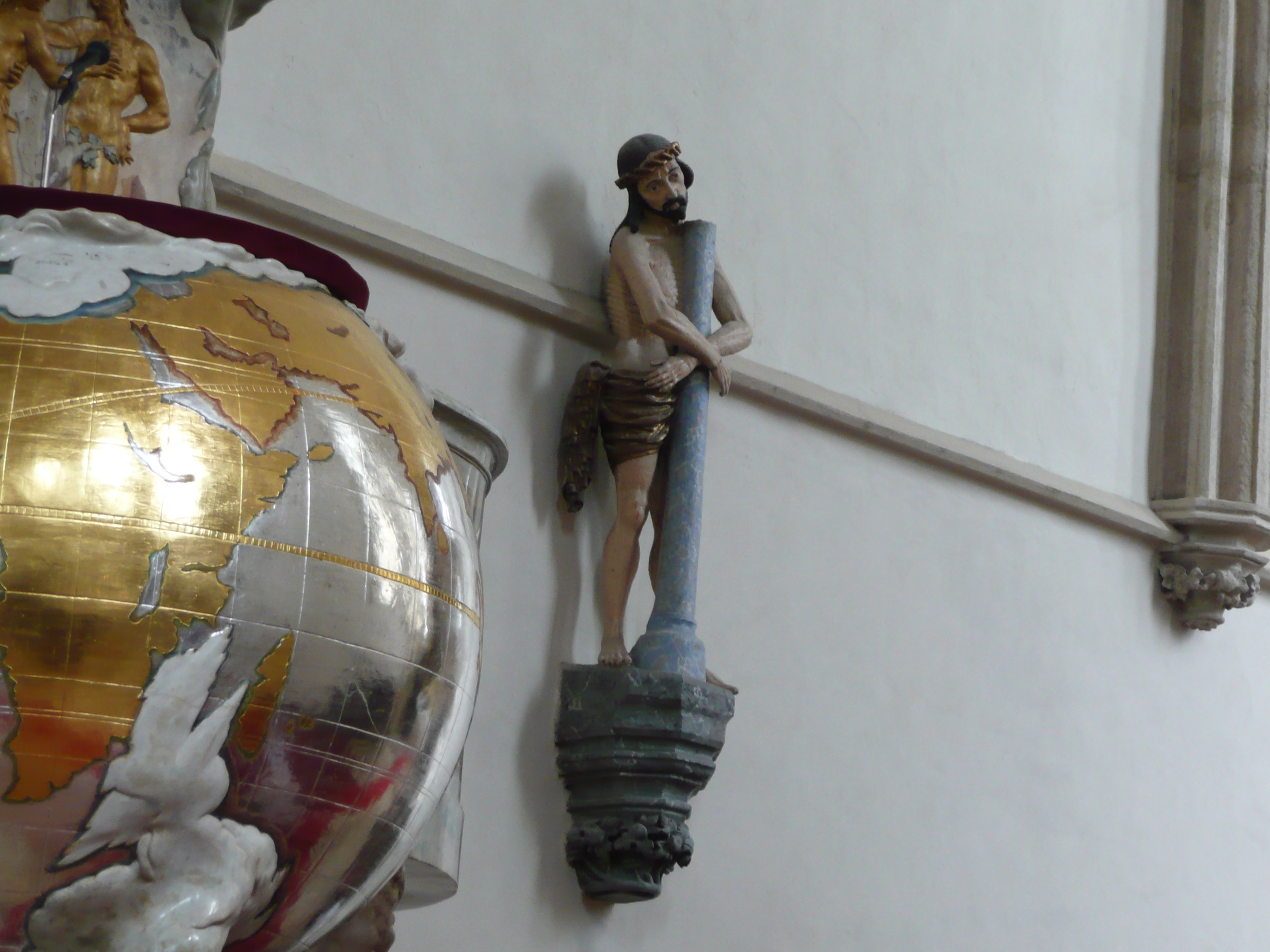
Gotická socha Bičovaného Krista
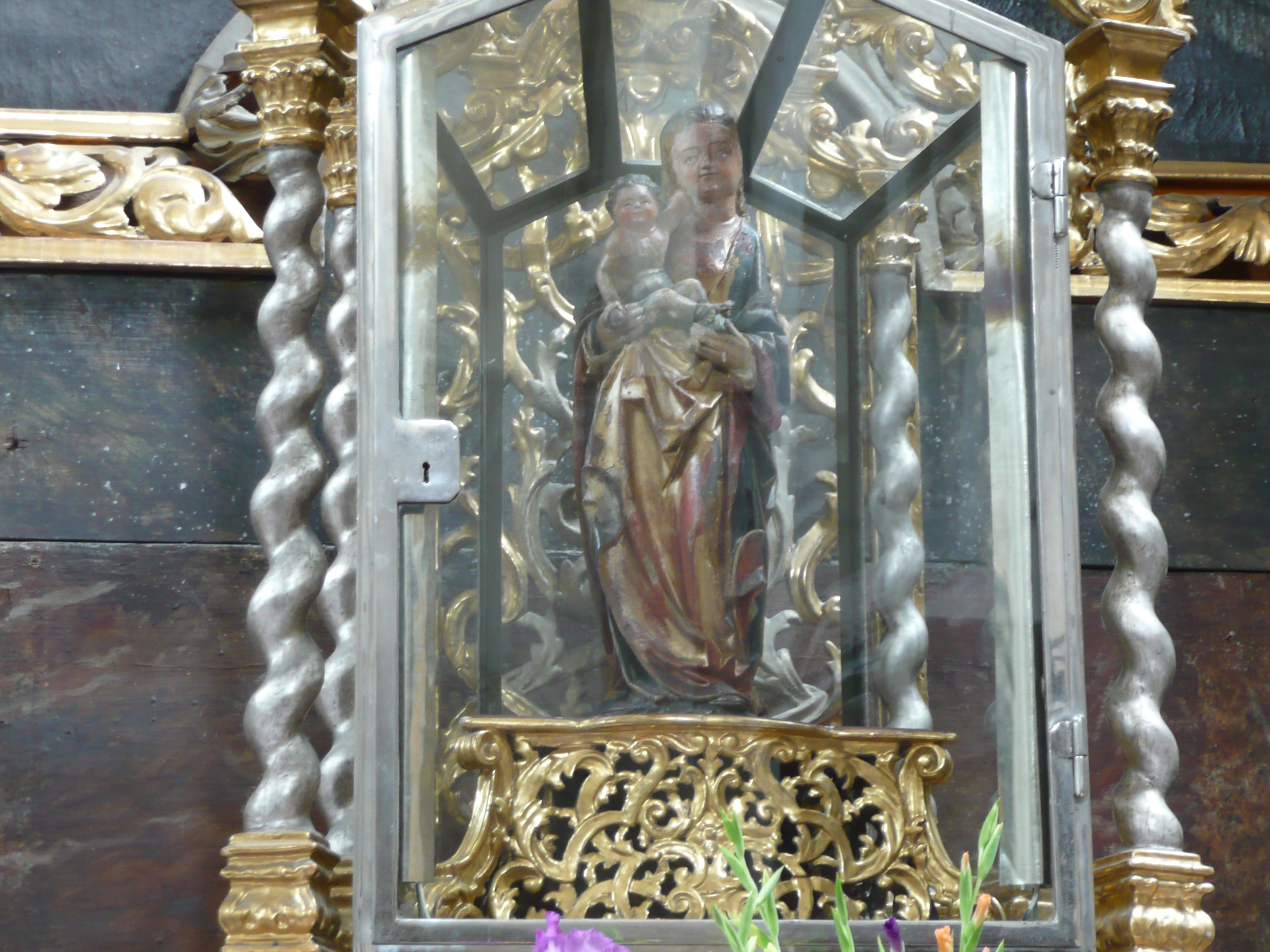
Gotická Chlebová Madona
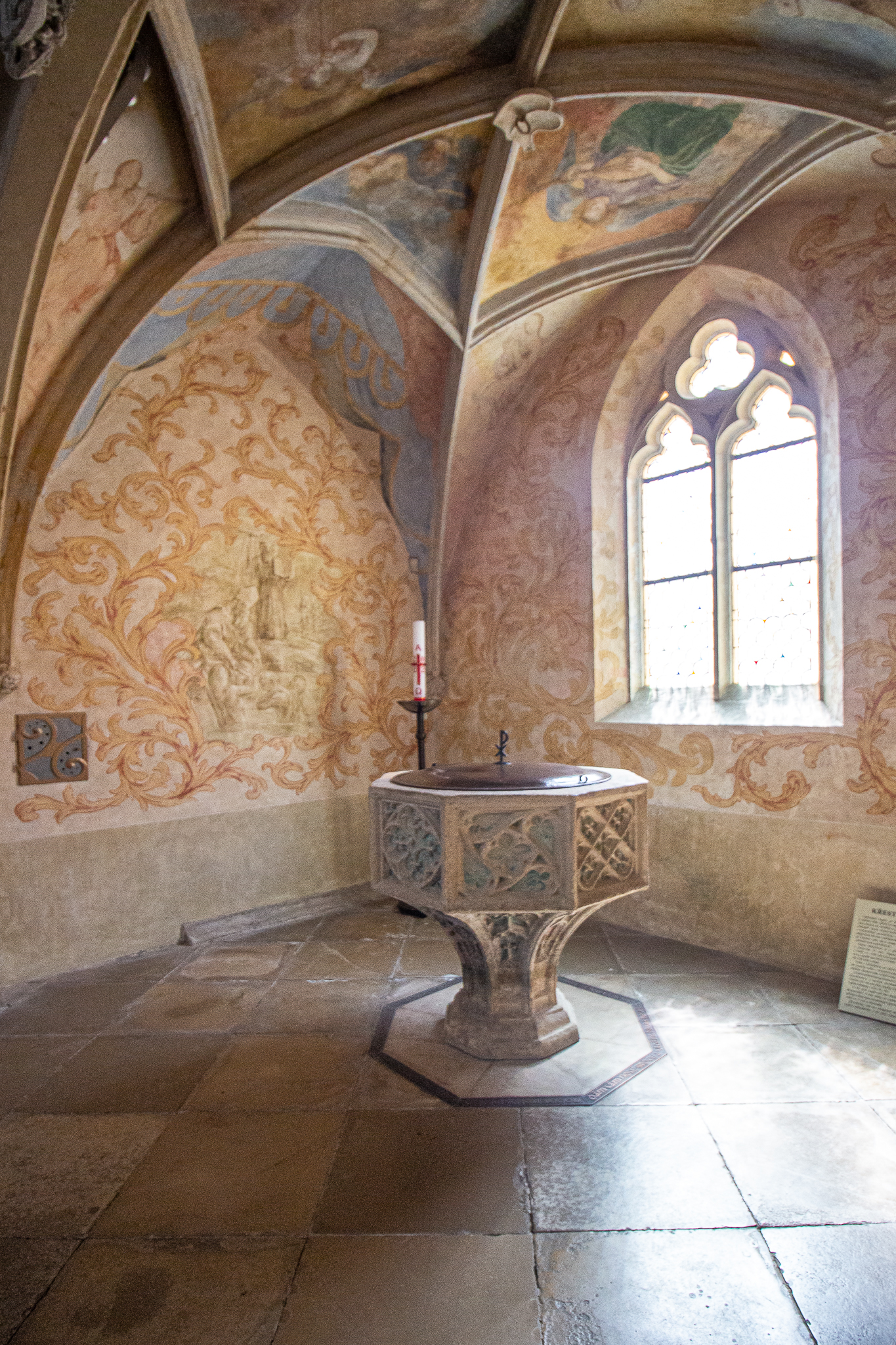
Gotická křtitelnice
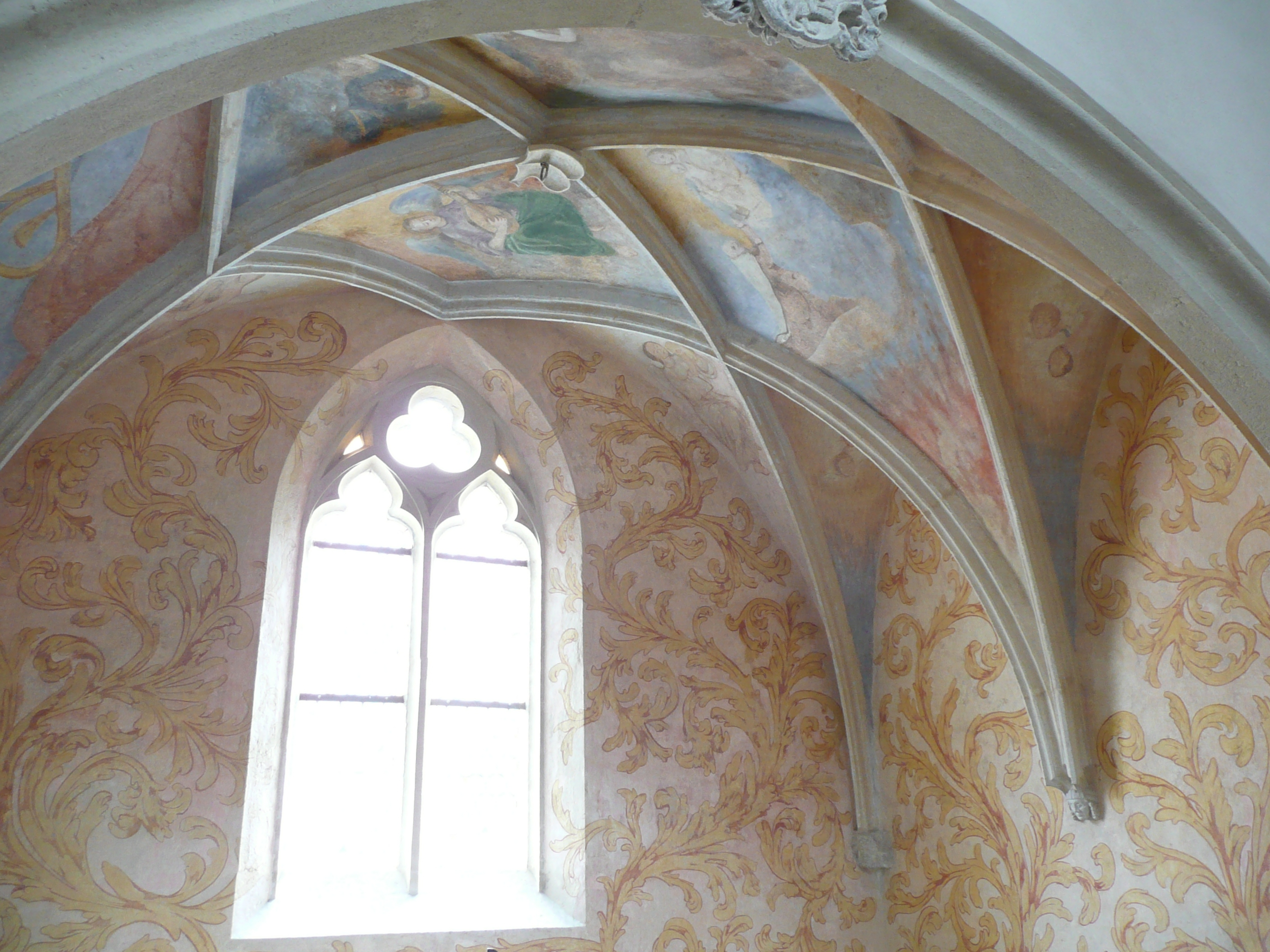
Gotické fresky v presbytáři
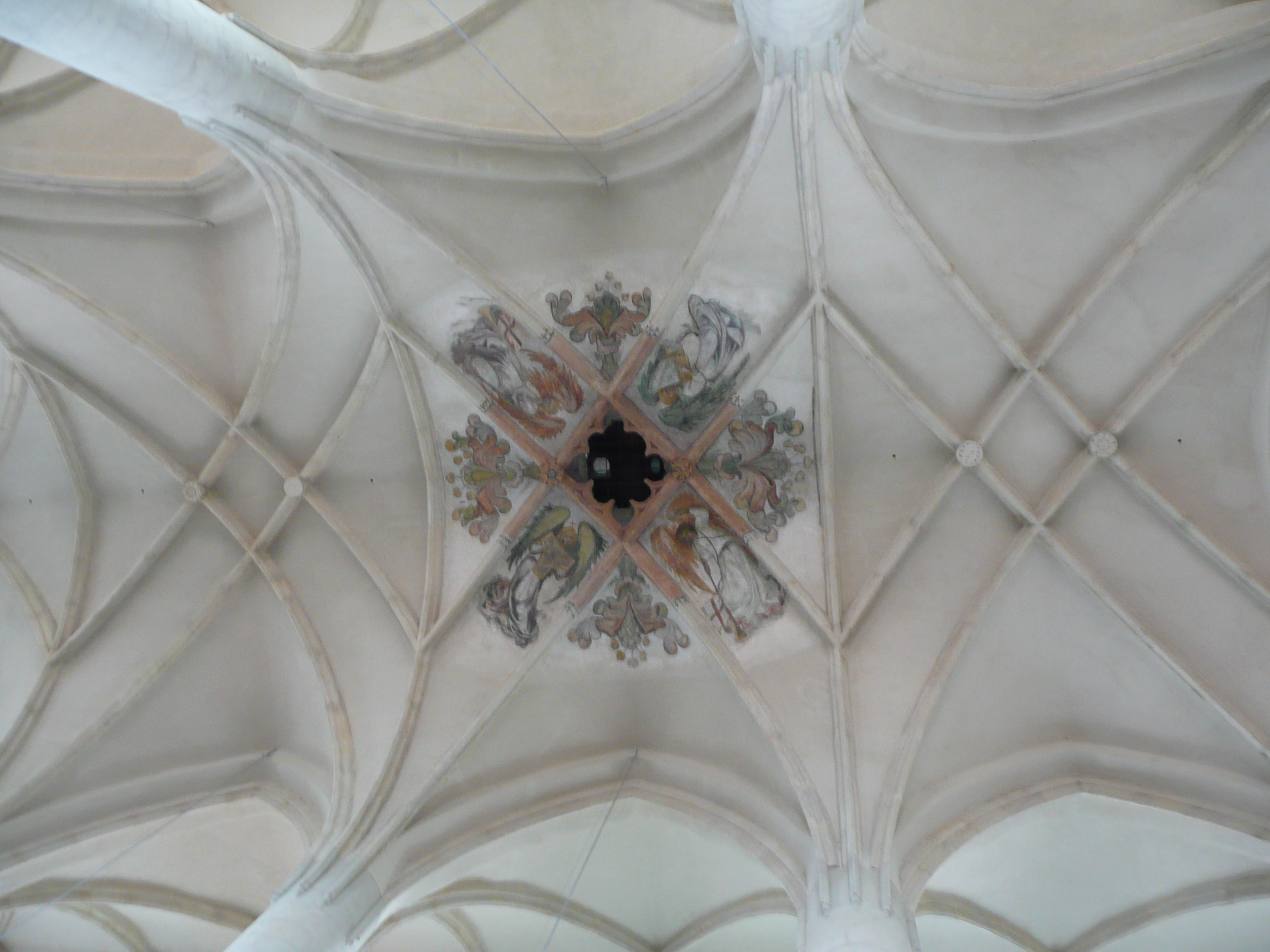
Síťová klenba trojlodí
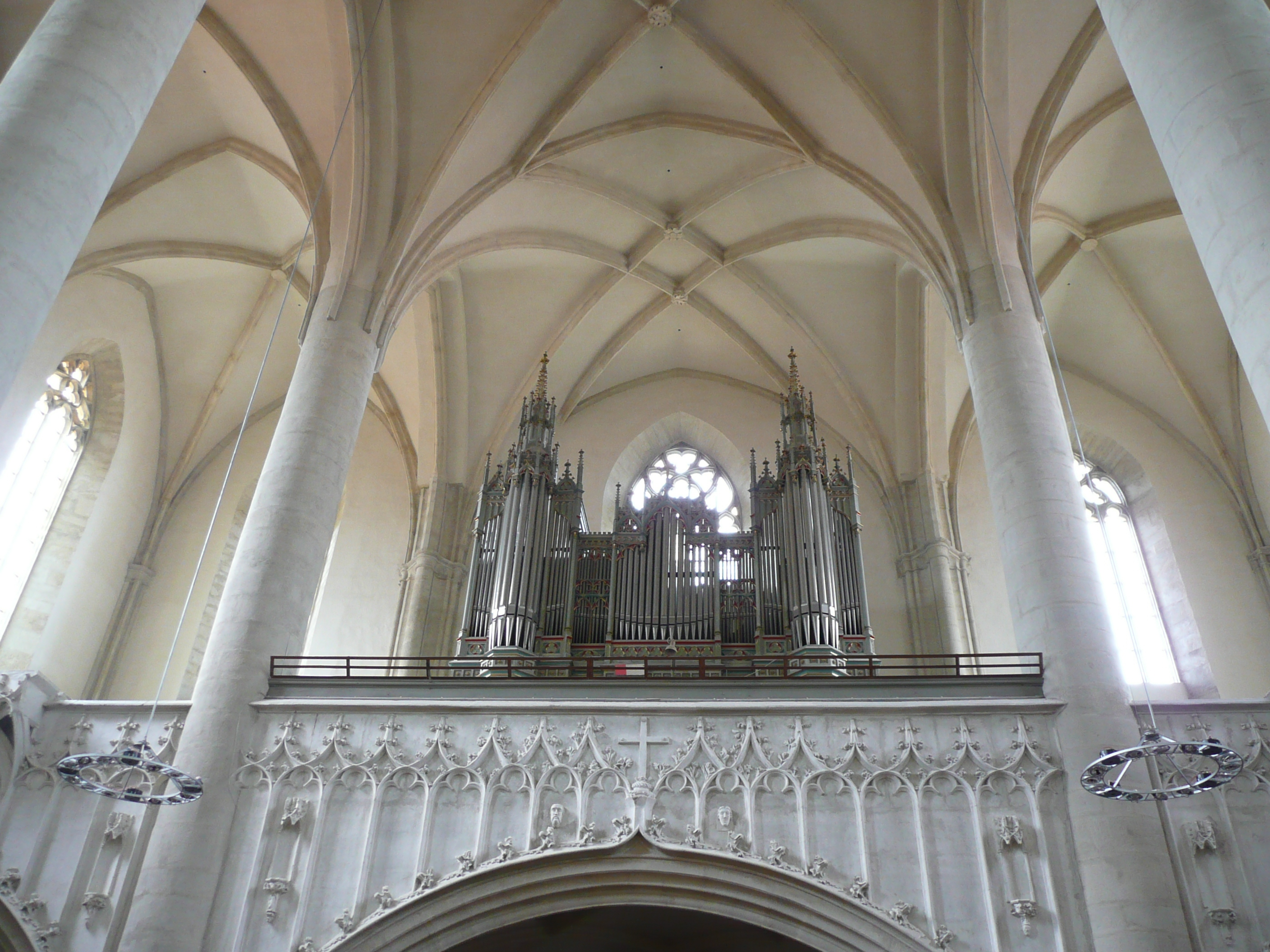
Kruchta a novogotické varhany
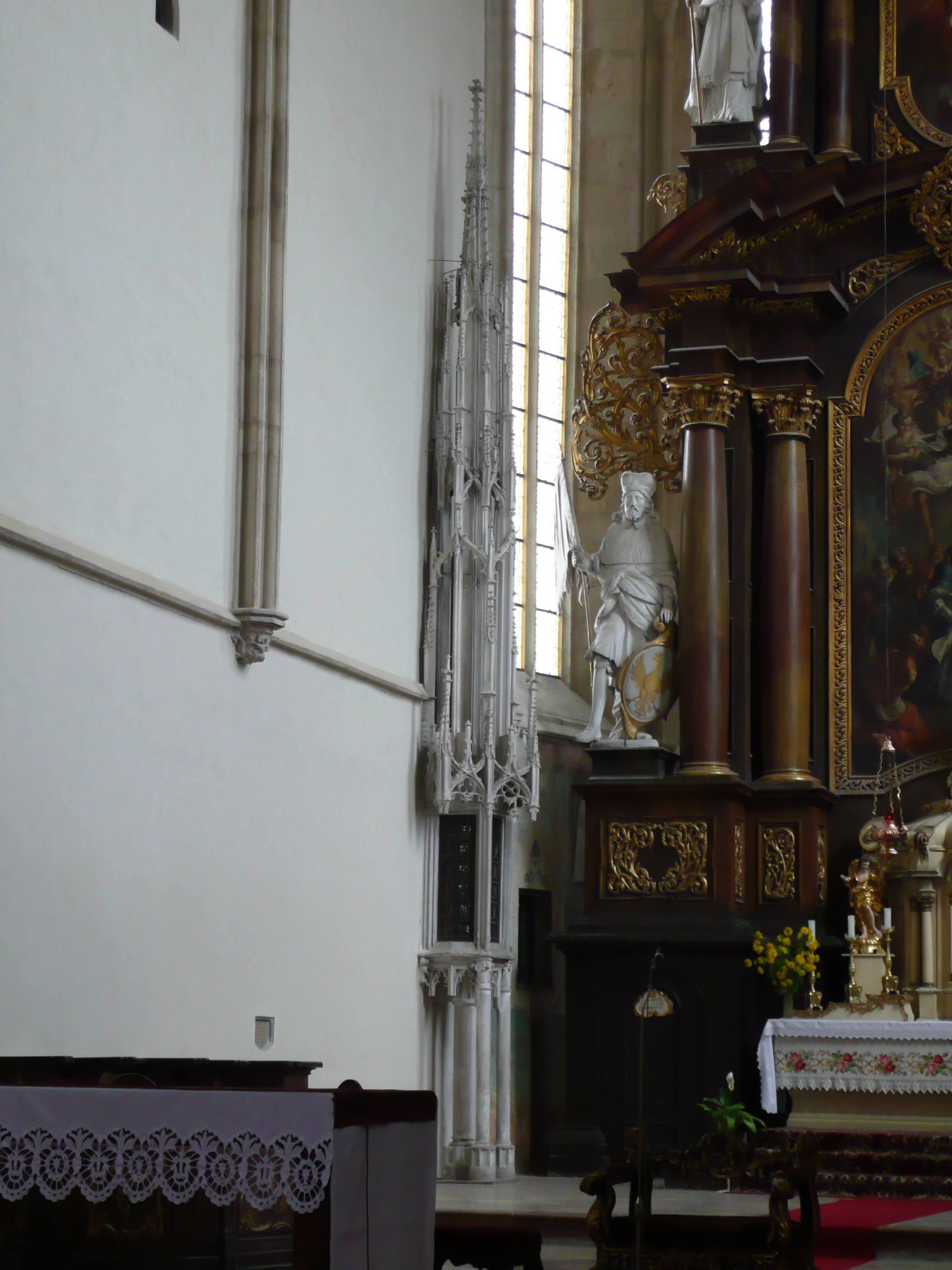
Gotické pastoforium